# Berengarius II
Berengarius II van Italië, ook Berengar II, (ca. 900 – Bamberg, 6 augustus 966) was van 950 tot 963 koning van Italië maar moest zich daarna onderwerpen aan Otto I de Grote. Hij bleef proberen om een onafhankelijke politiek te voeren en werd uiteindelijk in 960 verbannen naar Bamberg.
Na het overlijden van zijn vader Adalbert van Ivrea in 923/924, werd Berengar een van de machtigste edelen in het noorden van Italië. Hij was graaf van Milaan en markgraaf van Ivrea, Piëmont en Lombardije. Hij was een belangrijke vazal van koning Hugo van Arles en trouwde met diens nicht Willa (912 - na 966). In 926 vocht hij voor Hugo tegen Rudolf II van Bourgondië toen die tevergeefs probeerde om voor de tweede keer koning van Italië te worden. Tot 945 bleef het relatief rustig in Italië. In dat jaar vertrouwde Hugo (die tegen die tijd overal samenzweringen vreesde) de machtspositie van Berengar en zijn broer Anskar (hertog van Spoleto) niet meer. Hugo liet Anskar vermoorden en nodigde Berengar uit aan het hof, met het doel om hem de ogen uit te steken. Hugo's zoon Lotharius waarschuwde Berengar die naar Duitsland kon vluchten. Met toestemming van Otto I verzamelde hij een leger in Zwaben. Daarmee keerde Berengar terug naar Italië en versloeg Hugo. Lotharius werd tot koning gekroond maar Berengar werd de sterke man achter de troon.
In 950 overleed Lotharius en Berengar liet zichzelf op 15 december te Pavia tot koning kronen, zijn zoon Adalbert werd tot medekoning gekroond. Berengar en Willa wilden dat Lotharius' weduwe Adelheid (heilige) met Adalbert zou trouwen, zij weigerde dat en werd zo gevangengezet in Garda. Zij wist te ontsnappen en vroeg koning Otto I om hulp, en trouwde uiteindelijk met hem. Dit was de aanleiding voor Otto I om Italië binnen te vallen en zich de Italiaanse troon toe te eigenen, zonder de gebruikelijke koningsverkiezing. Berengar vluchtte naar San Marino maar ging later in op onderhandelingen. Op 7 augustus 952 erkende Berengar te Augsburg het gezag van Otto en nam genoegen met de positie van onderkoning van Italië. Friuli en het strategische markgraafschap Verona bleven echter onder Duitse controle.
Toen Otto's oudste zoon Liudolf van Zwaben tegen zijn vader in opstand kwam, gaf dit Berengar de gelegenheid om Verona en Friuli weer te bezetten. In 957 verzoenden Liudolf en Otto zich weer en Liudolf trok naar Italië om orde op zaken te stellen. Berengar werd gevangengenomen maar omdat Liudolf korte tijd later overleed, werd Berengar weer vrijgelaten en kon hij zijn positie hernemen. Toen Berengars zoon Wido in 959 Spoleto veroverde voelde de paus zich zo in het nauw gebracht dat hij, samen met enkele edelen, Otto vroeg om in te grijpen. In 961 trok Otto naar Italië en kon Berengar eenvoudig verdrijven omdat die door zijn troepen in de steek werd gelaten. Berengar en Willa zochten hun toevlucht in de vesting San Leone, bij Urbino, in de Kerkelijke Staat. Otto liet deze situatie voortduren tot 963 en toen zette hij de paus af en nam Berengar en Willa gevangen. Berengar werd verbannen naar Bamberg en werd na zijn overlijden met koninklijke eer begraven in Regensburg.
Berengar was een zoon van Adalbert van Ivrea en Gisela van Friuli, dochter van Berengarius I van Friuli. Hij trouwde met Willa III van Toscane, dochter van Boso III van Arles (broer van Hugo) en Willa van Bourgondië. Berengar en Willa hadden de volgende kinderen:
- Adalbert
- Wido (ovl. 25 juni 965), 957 markgraaf van Ivrea, veroverde in 959 Spoleto en Camerino. Trok zich na de inval van Otto, samen met Adalbert terug op enkele kastelen in de Alpen en sneuvelde tijdens een veldslag aan de Po.
- Koenraad (ovl. ca. 1000), 957 graaf van Milaan. Erkende in 965 het gezag van Otto en werd benoemd tot markgraaf van Ivrea.
- Gisela, gehuwd met Rambold, een ambassadeur van Otto in 944. Wordt in 965 vermeld als non.
- Gerberga getrouwd met Aleramo van Monferrato
- Suzanna van Italië getrouwd met graaf Arnulf II van Vlaanderen en na diens overlijden 988 met Robert de Vrome, kroonprins van Frankrijk
- Bertha, in 952 abdis van San Sisto, Piacenza

Volgens middeleeuwse kronieken was Willa een kwaadaardige en gevaarlijke vrouw. Omdat Hugo haar ouders had gedood had Willa in ieder geval goede reden om hem te haten. Toen Berengar naar Duitsland vluchtte, heeft zij, hoogzwanger, die tocht apart van hem ook gemaakt. Zij zou Adelheid in haar gevangenschap hebben mishandeld. Ook zou ze een kapelaan die haar dochter opvoedde, als minnaar hebben genomen waarop Berengar hem heeft laten castreren. Ook zij werd in 963 naar Bamberg verbannen. Ze trad na het overlijden van Berengar in een klooster.

## Voorouders
| Voorouders van Berengarius II van Italië | Voorouders van Berengarius II van Italië                         | Voorouders van Berengarius II van Italië                         | Voorouders van Berengarius II van Italië                         | Voorouders van Berengarius II van Italië                         | Voorouders van Berengarius II van Italië                                         | Voorouders van Berengarius II van Italië                                         | Voorouders van Berengarius II van Italië                           | Voorouders van Berengarius II van Italië                           |
| ---------------------------------------- | ---------------------------------------------------------------- | ---------------------------------------------------------------- | ---------------------------------------------------------------- | ---------------------------------------------------------------- | -------------------------------------------------------------------------------- | -------------------------------------------------------------------------------- | ------------------------------------------------------------------ | ------------------------------------------------------------------ |
| Overgrootouders                          | ? (-) ∞ ? (-)                                                    | ? (-) ∞ ? (-)                                                    | ? (-) ∞ ? (-)                                                    | ? (-) ∞ ? (-)                                                    | Eberhard van Friuli (810-866) ∞ Gisela (dochter van Lodewijk de Vrome) (821-874) | Eberhard van Friuli (810-866) ∞ Gisela (dochter van Lodewijk de Vrome) (821-874) | Suppo II van Parma (-) ∞ Bertha (-)                                | Suppo II van Parma (-) ∞ Bertha (-)                                |
| Grootouders                              | Anscarius van Ivrea (840-902) ∞ Volsia van Susa (-)              | Anscarius van Ivrea (840-902) ∞ Volsia van Susa (-)              | Anscarius van Ivrea (840-902) ∞ Volsia van Susa (-)              | Anscarius van Ivrea (840-902) ∞ Volsia van Susa (-)              | Berengarius I van Friuli (854-924) ∞ Bertila van Spoleto (860-915)               | Berengarius I van Friuli (854-924) ∞ Bertila van Spoleto (860-915)               | Berengarius I van Friuli (854-924) ∞ Bertila van Spoleto (860-915) | Berengarius I van Friuli (854-924) ∞ Bertila van Spoleto (860-915) |
| Ouders                                   | Adalbert van Ivrea (+/-875-924) ∞ Gisela van Friuli (+/-880-910) | Adalbert van Ivrea (+/-875-924) ∞ Gisela van Friuli (+/-880-910) | Adalbert van Ivrea (+/-875-924) ∞ Gisela van Friuli (+/-880-910) | Adalbert van Ivrea (+/-875-924) ∞ Gisela van Friuli (+/-880-910) | Adalbert van Ivrea (+/-875-924) ∞ Gisela van Friuli (+/-880-910)                 | Adalbert van Ivrea (+/-875-924) ∞ Gisela van Friuli (+/-880-910)                 | Adalbert van Ivrea (+/-875-924) ∞ Gisela van Friuli (+/-880-910)   | Adalbert van Ivrea (+/-875-924) ∞ Gisela van Friuli (+/-880-910)   |
| Berengarius II van Italië (ca. 900-966)  |                                                                  |                                                                  |                                                                  |                                                                  |                                                                                  |                                                                                  |                                                                    |                                                                    |